# Selección de balonmano de Polonia
La Selección de balonmano de Polonia es el equipo formado por jugadores de nacionalidad polaca que representa a la Federación Polaca de Balonmano en las competiciones internacionales organizadas por la Federación Internacional de Balonmano (IHF) o el Comité Olímpico Internacional (COI). Es uno de los equipos más importantes del panorama internacional, con un subcampeonato mundial y una medalla de bronce en los Juegos Olímpicos.

## Historial

### Juegos Olímpicos
- 1936 - No participó
- 1972 - 10.ª plaza
- 1976 -  Medalla de bronce
- 1980 - 7.ª plaza
- 1984 - No participó
- 1988 - No participó
- 1992 - No participó
- 1996 - No participó
- 2000 - No participó
- 2004 - No participó
- 2008 - 5.ª plaza
- 2012 - No participó
- 2016 - 4.ª plaza
- 2020 - No participó

### Campeonatos del Mundo
- 1938 - No participó
- 1954 - No participó
- 1958 - 5.ª plaza
- 1961 - No participó
- 1964 - No participó
- 1967 - 12.ª plaza
- 1970 - 14.ª plaza
- 1974 - 4.ª plaza
- 1978 - 5.ª plaza
- 1982 -  Tercera
- 1986 - 14.ª plaza
- 1990 - 11.ª plaza
- 1993 - No participó
- 1995 - No participó
- 1997 - No participó
- 1999 - No participó
- 2001 - No participó
- 2003 - 10.ª plaza
- 2005 - No participó
- 2007 -  Subcampeona
- 2009 -  Tercera
- 2011 - 8.ª plaza
- 2013 - 9.ª plaza
- 2015 -  Tercera
- 2017 - 17.ª plaza
- 2019 - No participó
- 2021 - 13.ª plaza
- 2023 - 15.ª plaza

### Campeonatos de Europa
- 1994 - No participó
- 1996 - No participó
- 1998 - No participó
- 2000 - No participó
- 2002 - 15.ª plaza
- 2004 - 16.ª plaza
- 2006 - 10.ª plaza
- 2008 - 7.ª plaza
- 2010 - 4.ª plaza
- 2012 - 9.ª plaza
- 2014 - 6.ª plaza
- 2016 - 7.ª plaza
- 2018 - No participó
- 2020 - 21.ª plaza
- 2022 - 12.ª plaza
- 2024 - 16.ª plaza

## Jugadores
Estos fueron los jugadores para disputar el Campeonato Mundial de 2023
Seleccionador:  Patryk Rombel
| Nº | Nombre                | Posición          | Nacimiento           | Altura | Partidos | Goles | Club                     |
| -- | --------------------- | ----------------- | -------------------- | ------ | -------- | ----- | ------------------------ |
| 1  | Mateusz Kornecki      | Portero           | 5.06.1994 (28 años)  | 1,94m  | 60       | 4     | Łomża Industria Kielce   |
| 2  | Damian Przytuła       | Lateral izquierdo | 27.11.1998 (24 años) | 2,00m  | 24       | 31    | NMC Górnik Zabrze        |
| 3  | Michał Daszek         | Lateral derecho   | 27.06.1992 (30 años) | 1,82m  | 129      | 349   | Orlen Wisła Płock        |
| 4  | Piotr Jędraszczyk     | Central           | 09.10.2001 (21 años) | 1,77m  | 13       | 13    | Piotrkowianin Piotrków   |
| 5  | Michał Olejniczak     | Central           | 31.01.2001 (21 años) | 1,95m  | 45       | 70    | Łomża Industria Kielce   |
| 6  | Krzysztof Komarzewski | Extremo derecho   | 18.09.1998 (24 años) | 1,90m  | 13       | 17    | Orlen Wisła Płock        |
| 7  | Patryk Walczak        | Pívot             | 29.07.1992 (30 años) | 1,99m  | 48       | 42    | Sporting de Portugal     |
| 8  | Bartłomiej Bis        | Pívot             | 25.03.1997 (25 años) | 1,95m  | 8        | 1     | Coburg 2000              |
| 9  | Szymon Sićko          | Lateral izquierdo | 20.08.1997 (25 años) | 2,00m  | 41       | 141   | Łomża Industria Kielce   |
| 12 | Ariel Pietrasik       | Lateral izquierdo | 21.10.1999 (23 años) | 2,02m  | 13       | 16    | TSV St. Otmar St. Gallen |
| 17 | Andrzej Widomski      | Lateral derecho   | 06.02.2003 (19 años) | 1,91m  | 2        | 0     | Gwardia Opole            |
| 19 | Jan Czuwara           | Extremo izquierdo | 18.10.1995 (27 años) | 1,84m  | 55       | 90    | RK Vardar                |
| 20 | Maciej Pilitowski     | Central           | 27.10.1990 (32 años) | 1,88m  | 29       | 29    | MKS Kalisz               |
| 23 | Arkadiusz Moryto      | Extremo derecho   | 31.08.1997 (25 años) | 1,82m  | 81       | 386   | Łomża Industria Kielce   |
| 26 | Przemysław Krajewski  | Extremo izquierdo | 20.01.1987 (35 años) | 1,84m  | 150      | 358   | Orlen Wisła Płock        |
| 32 | Dawid Fedeńczak       | Extremo derecho   | 06.03.1998 (24 años) | 1,86m  | 10       | 4     | KS Azoty-Puławy          |
| 36 | Dawid Dawydzik        | Pívot             | 17.12.1994 (28 años) | 2,00m  | 41       | 54    | Orlen Wisła Płock        |
| 44 | Mikołaj Czapliński    | Extremo izquierdo | 11.08.2000 (22 años) | 1,88m  | 3        | 1     | BM Torrelavega           |
| 48 | Tomasz Gębala         | Lateral izquierdo | 23.11.1995 (27 años) | 2,12m  | 40       | 132   | Łomża Industria Kielce   |
| 49 | Piotr Chrapkowski     | Lateral izquierdo | 24.03.1988 (34 años) | 2,03m  | 139      | 174   | SC Magdeburg             |
| 50 | Jakub Skrzyniarz      | Portero           | 06.06.1996 (26 años) | 1,89m  | 5        | 0     | Bidasoa Irún             |
| 94 | Adam Morawski         | Portero           | 17.10.1994 (28 años) | 1,90m  | 62       | 3     | MT Melsungen             |